# Montifringilla davidiana
Montifringilla davidiana là một loài chim trong họ Passeridae.